# بيلار مقاطعة بوينس آيرس (مدينة)
بيلار، مقاطعة بوينس آيرس (بالإسبانية: Pilar, Buenos Aires Province)‏ هي منطقة سكنية تقع في الأرجنتين في Pilar Partido. يقدر عدد سكانها بـ 299,077 نسمة وترتفع عن سطح البحر 18 متر.

## أعلام
- توماس مولينا
- خورخه فيديلا
- دانيال غونزاليس
- ديغو سوزا
- جوستافو كولمان